# Вячково (Тверская область)
Вячково — деревня в Кашинском городском округе Тверской области.

## География
Находится в юго-восточной части Тверской области на расстоянии приблизительно 11 км на северо-восток по прямой от города Кашин. Возле Вячково протекает речка Пукша.

## История
Деревня была показана ещё на карте 1825 года. В 1859 году здесь (деревня Кашинского уезда) было учтено 23 двора. До 2018 года входила в состав ныне упразднённого Фарафоновского сельского поселения.

## Население
Численность населения: 173 человека (1859 год), 33 (русские 97 %) в 2002 году, 46 в 2010.